# Jared Sullinger
Jared Sullinger (Columbus, 4 marzo 1992) è un cestista statunitense che gioca nel ruolo di ala grande e può essere usato all'occorrenza anche da centro.

## Carriera

### High school
Frequentò la Northland High School di Columbus, nell'Ohio, fino al 2010, anno in cui venne inserito nella classifica dei migliori giocatori delle high school: ESPN lo mise in seconda posizione, il sito Rivals.com lo valutò come quinto miglior giocatore del Paese per quell'anno ed infine Scout.com come quarto.
Nel suo anno da senior, Sullinger condusse la squadra al record di 21 vittorie e 0 sconfitte, raggiungendo la prima posizione nella graduatoria nazionale, mantenendo medie di 24,5 punti e 11,7 rimbalzi a partita.
Venne selezionato nel 2010 per giocare il McDonald's All-American Game, svoltosi a Columbus, e venne eletto MVP a pari merito con Harrison Barnes, attuale giocatore dei Sacramento Kings.
Il 10 marzo 2010 vinse il Naismith Prep Player of the Year, premio che viene consegnato al miglior giocatore di pallacanestro delle high school.

### College (2010-2012)
Nel suo anno da freshman mantenne medie 17,2 punti, 10,2 rimbalzi e 1,2 assist nei 31,7 minuti di impiego a partita. All'esordio con la maglia di Ohio State mise a referto 19 punti e 14 rimbalzi. Ohio State terminò la stagione con un record di 32 vittorie e 2 sconfitte, diventando la squadra numero 1 del torneo NCAA del 2011.
Sullinger e i Buckeyes (il soprannome della squadra di basket di Ohio State) vennero sconfitti ai sedicesimi di finale da Kentucky con il punteggio di 62 a 60. In questa partita Sullinger giocò 39 minuti, segnando 21 punti e catturando 16 rimbalzi.
A fine stagione venne inserito nel First Team All-American, la formazione contenente i migliori giocatori di College dell'anno.
Nel secondo e ultimo anno al College, quello da Sophomore, condusse i Buckeyes ad un record di 31 vittorie e 8 sconfitte, mantenendo medie di 17,5 punti e 9,3 rimbalzi. La squadra raggiunse le Final Four NCAA del 2012, dove però vennero sconfitti dai Kansas Jayhawks. In quella partita Sullinger mise a referto 13 punti, tirando 5 su 19 dal campo, e 11 rimbalzi.
Anche quell'anno venne comunque inserito nel First Team All-American. Cinque giorni dopo la sconfitta Sullinger dichiarò che si sarebbe dichiarato eleggibile al Draft NBA 2012. Nonostante fosse prevedibile una sua chiamata nelle prime scelte, in seguito al camp organizzato a Chicago dalle squadre NBA per visionare i prospetti, le sue quotazioni calarono notevolmente a causa di alcuni problemi alla schiena che lo tormentavano.
I medici di alcune squadre NBA, dopo averlo visitato, sconsigliarono ai dirigenti di sceglierlo, in quanto credevano che Sullinger non sarebbe stato in grado di sostenere una lunga carriera NBA, visti i forti stress cui sono sottoposti i giocatori.

### NBA (2012-2017)

#### Boston Celtics (2012-2016)
Nonostante avesse suscitato l'interesse dei Golden State Warriors, che detenevano la chiamata numero 7 del Draft NBA 2012, venne però poi scelto dai Boston Celtics con la 21ª chiamata assoluta. Gli Warriors non scelsero Sullinger per via di quanto riportato dai medici sui suoi problemi alla schiena. Scelse la canotta numero 7, lo stesso numero che aveva a Ohio State. Con i verdi Sullinger giocò per 4 anni ma senza mai dimostrare il suo pieno potenziale, nonostante fosse andato in doppia cifra di media nei punti e fosse stato un ottimo rimbalzista anche a causa di vari infortuni. Secondo molti questi infortuni furono causa della sua scarsa etica del lavoro dimostrata dal fatto che spesso e volentieri Sullinger si presentava agli allenamenti oltre il peso forma, tanto da essere criticato dopo la sua partenza dai Celtics da John Lucas, persona molto vicina a Sullinger durante i suoi anni a Boston.

#### Toronto Raptors (2016-2017)
Il 15 luglio 2016 firmò un contratto annuale a 6 milioni di euro con i Toronto Raptors. Il 24 ottobre, pochissimi giorni prima dell'inizio della stagione regolare, subì un infortunio al piede che lo costrinse a stare fuori per metà stagione (41 partite esatte). Rientrò in campo il 19 gennaio 2017 nella gara persa in trasferta per 94-89 contro i Philadelphia 76ers in cui lui mise a referto 8 punti e 3 rimbalzi in 13 minuti partendo dalla panchina. Il 23 febbraio 2017, i Toronto Raptors scambiarono Jared Sullinger e due scelte future al secondo turno ai Phoenix Suns per P.J. Tucker. Tuttavia Sullinger venne tagliato il giorno successivo dalla franchigia dell'Arizona.

## Statistiche

### College
| Anno      | Squadra             | PG | PT | MP   | TC%  | 3P%  | TL%  | RP   | AP  | PRP | SP  | PP   |
| --------- | ------------------- | -- | -- | ---- | ---- | ---- | ---- | ---- | --- | --- | --- | ---- |
| 2010-2011 | Ohio State Buckeyes | 37 | 36 | 31,7 | 54,1 | 25,0 | 70,4 | 10,2 | 1,2 | 1,0 | 0,5 | 17,2 |
| 2011-2012 | Ohio State Buckeyes | 37 | 36 | 30,4 | 51,9 | 40,0 | 76,8 | 9,2  | 1,2 | 1,2 | 1,1 | 17,5 |
| Carriera  | Carriera            | 74 | 72 | 31,0 | 53,0 | 36,5 | 73,3 | 9,7  | 1,2 | 1,1 | 0,8 | 17,3 |

### NBA

#### Regular Season
| Anno      | Squadra         | PG  | PT  | MP   | TC%  | 3P%  | TL%  | RP  | AP  | PRP | SP  | PP   |
| --------- | --------------- | --- | --- | ---- | ---- | ---- | ---- | --- | --- | --- | --- | ---- |
| 2012-2013 | Boston Celtics  | 45  | 5   | 19,8 | 49,3 | 20,0 | 74,6 | 5,9 | 0,8 | 0,5 | 0,5 | 6,0  |
| 2013-2014 | Boston Celtics  | 74  | 44  | 27,6 | 42,7 | 26,9 | 77,8 | 8,1 | 1,6 | 0,5 | 0,7 | 13,3 |
| 2014-2015 | Boston Celtics  | 58  | 49  | 27,0 | 43,9 | 28,3 | 74,4 | 7,6 | 2,3 | 0,8 | 0,7 | 13,3 |
| 2015-2016 | Boston Celtics  | 81  | 73  | 23,6 | 43,5 | 28,2 | 64,0 | 8,3 | 2,3 | 0,9 | 0,6 | 10,3 |
| 2016-2017 | Toronto Raptors | 11  | 1   | 10,7 | 31,3 | 16,7 | 50,0 | 2,5 | 0,3 | 0,4 | 0,1 | 3,4  |
| Carriera  | Carriera        | 269 | 172 | 24,3 | 43,6 | 27,2 | 72,3 | 7,5 | 1,8 | 0,7 | 0,6 | 10,8 |

#### Play-off
| Anno     | Squadra        | PG | PT | MP   | TC%  | 3P%  | TL%  | RP  | AP  | PRP | SP  | PP   |
| -------- | -------------- | -- | -- | ---- | ---- | ---- | ---- | --- | --- | --- | --- | ---- |
| 2015     | Boston Celtics | 4  | 0  | 20,0 | 55,3 | 33,3 | 57,1 | 7,0 | 0,3 | 0,0 | 0,8 | 12,3 |
| 2016     | Boston Celtics | 6  | 2  | 13,5 | 31,0 | 50,0 | 75,0 | 4,5 | 1,2 | 0,2 | 0,0 | 5,2  |
| Carriera | Carriera       | 10 | 2  | 16,1 | 42,5 | 38,5 | 63,6 | 5,5 | 0,8 | 0,1 | 0,3 | 8,0  |

#### Career high
- Punti: 31 vs. Sacramento Kings (7 febbraio 2014)[21][22]
- Rimbalzi: 20 (2 volte)
- Palle rubate: 4 (2 volte)
- Assist: 7 (3 volte)
- Stoppate: 4 (3 volte)
- Minuti giocati: 39 vs. Toronto Raptors (15 gennaio 2014)

## Palmarès
- BBVA Rising Stars Challenge Partecipante (2014)
- McDonald's All-American Game (2010)
- Naismith Prep Player of the Year: 2010
- 2 volte NCAA AP All-America First Team (2011, 2012)